# Епархия Дуитамы-Согамосо

Герб епархии Дуитамы-Согамосо

Епархия Дуитамы-Согамосо (лат. Dioecesis Duitamensis-Sogamosensis) — епархия Римско-Католической церкви с центром в городе Дуитама, Колумбия. Епархия Дуитамы-Согамосо входит в митрополию Тунхи. Кафедральным собором епархии Дуитамы-Согамосо является церковь Младенца Иисуса.

## История
7 марта 1955 года Римский папа Пий XII издал буллу «Idem ardens», которой учредил епархию Дууитамы, выделив её из епархии Тунхи (сегодня — архиепархия). 20 июня 1964 года епархия Дуитамы вошла в митрополию Тунхи.
9 июля 1987 года епархия Дуитамы передала часть своей территории для образования новой Малаги-Соаты.
4 июня 1994 года епархия Дуитамы была переименована в епархию Дуитамы-Соаты.
29 октября 1999 года епархия Дуитамы-Соаты передала часть своей территории для образования новой епархии Йопаля.

## Ординарии епархии
- епископ José Joaquín Flórez Hernández (7.03.1955 — 17.03.1964) — назначен епископом Ибаги;
- епископ Julio Franco Arango (4.06.1964 — 16.09.1980);
- епископ Jesús María Coronado Caro S.D.B.[1] (30.07.1981 — 21.06.1994);
- епископ Carlos Prada Sanmiguel (21.06.1994 — 15.10.2012).

## Источник
- Annuario Pontificio, Libreria Editrice Vaticana, Città del Vaticano, 2003, ISBN 88-209-7422-3
- Булла Idem ardens, AAS 47 (1955), стр. 534  (лат.)